# Celleporaria honolulensis
Celleporaria honolulensis är en mossdjursart som först beskrevs av Busk 1881.  Celleporaria honolulensis ingår i släktet Celleporaria och familjen Lepraliellidae. Inga underarter finns listade i Catalogue of Life.